# Науково-інформаційний Центр Герштайна

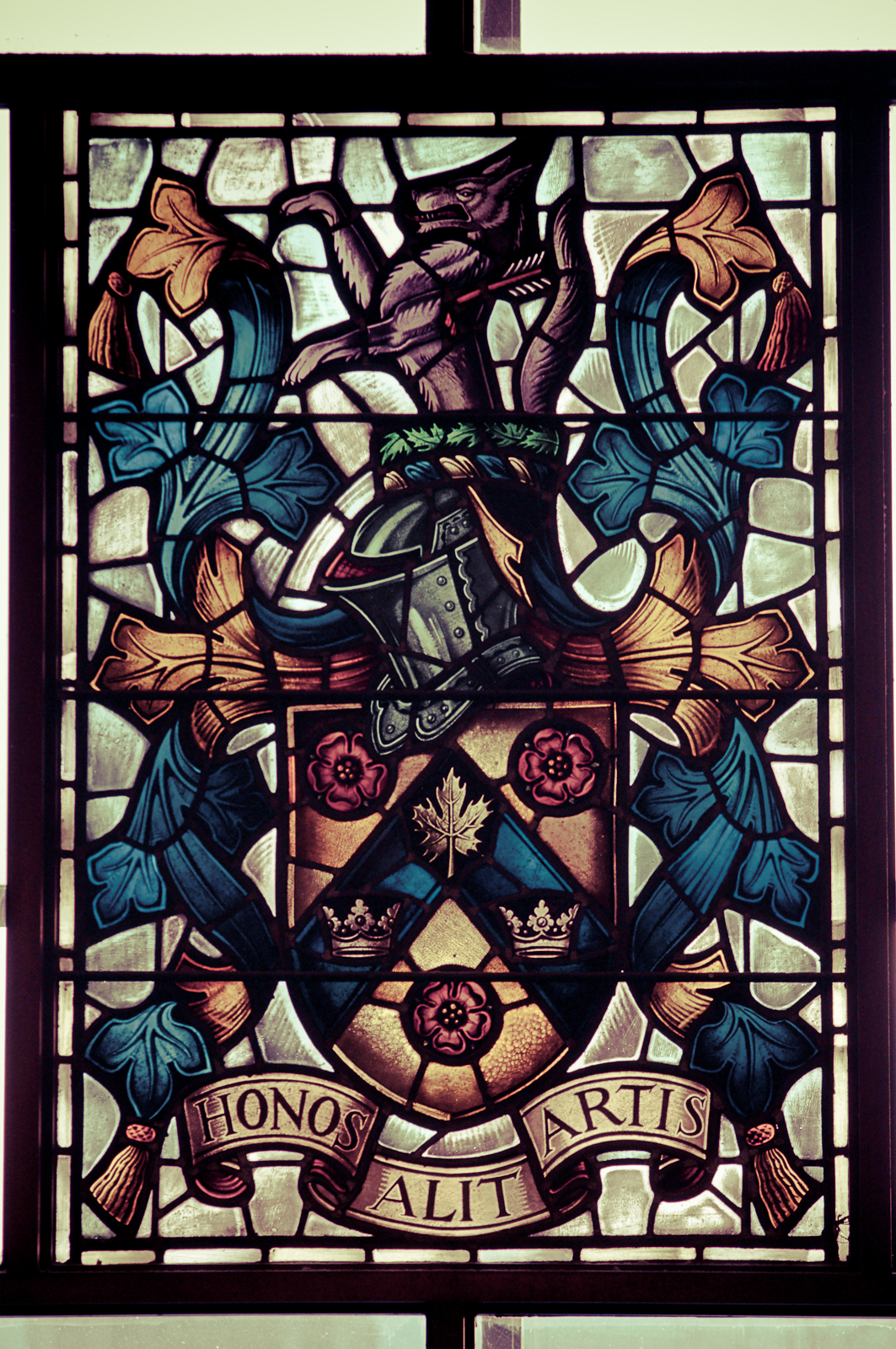
Герб Технологічної Бібліотеки Герштайна, Торонтійський Університет

Науково-інформаційний Центр Герштайна — провідна бібліотека Університету Торонто, що включає природничі науки та медицину. Будучи найбільшою науковою та медичною академічною бібліотекою в Канаді, Герштайн має колекцію, що охоплює більше, ніж 945,000 друкованих версій журналів та підручників, а також надає доступ до більше, ніж 100,000 онлайн журналів і книжок. Колекція центру складається переважно з наукових матеріалів, включаючи медицину, фізику, хімію, біологію та їх підкатегорії, з винятковими математичними журналами та матеріалами по лісовому господарству, ботаніці та геології. Бібліотека надає різноманітні ступені доступу до фондів для студентів, факультетського складу, зовнішніх дослідників та громадян.
Науково-інформаційний Центр Герштайна знаходиться за адресою 9 Kings College Circle на території кампусу Торонтського Університету. Первинно бібліотека існувала як головна бібліотека Університету і залишалася в цьому статусі з 1892 до 1973 року. У 1973 році розділи гуманітарних і соціальних наук були переміщені до тодішньої новозбудованої Бібліотеки Робатс а колекції, що залишилися, були розділені між Бібліотекою Зігмунда Сем'юеля та Науковою й Медичною Бібліотекою. В 1997 році, Наукова та Медична Бібліотека була перейменована в Науково-інформаційний Центр Герштайна після значного доброчинного вкладу Благодійного Фонду Франка Герштайна.

## Оновлення

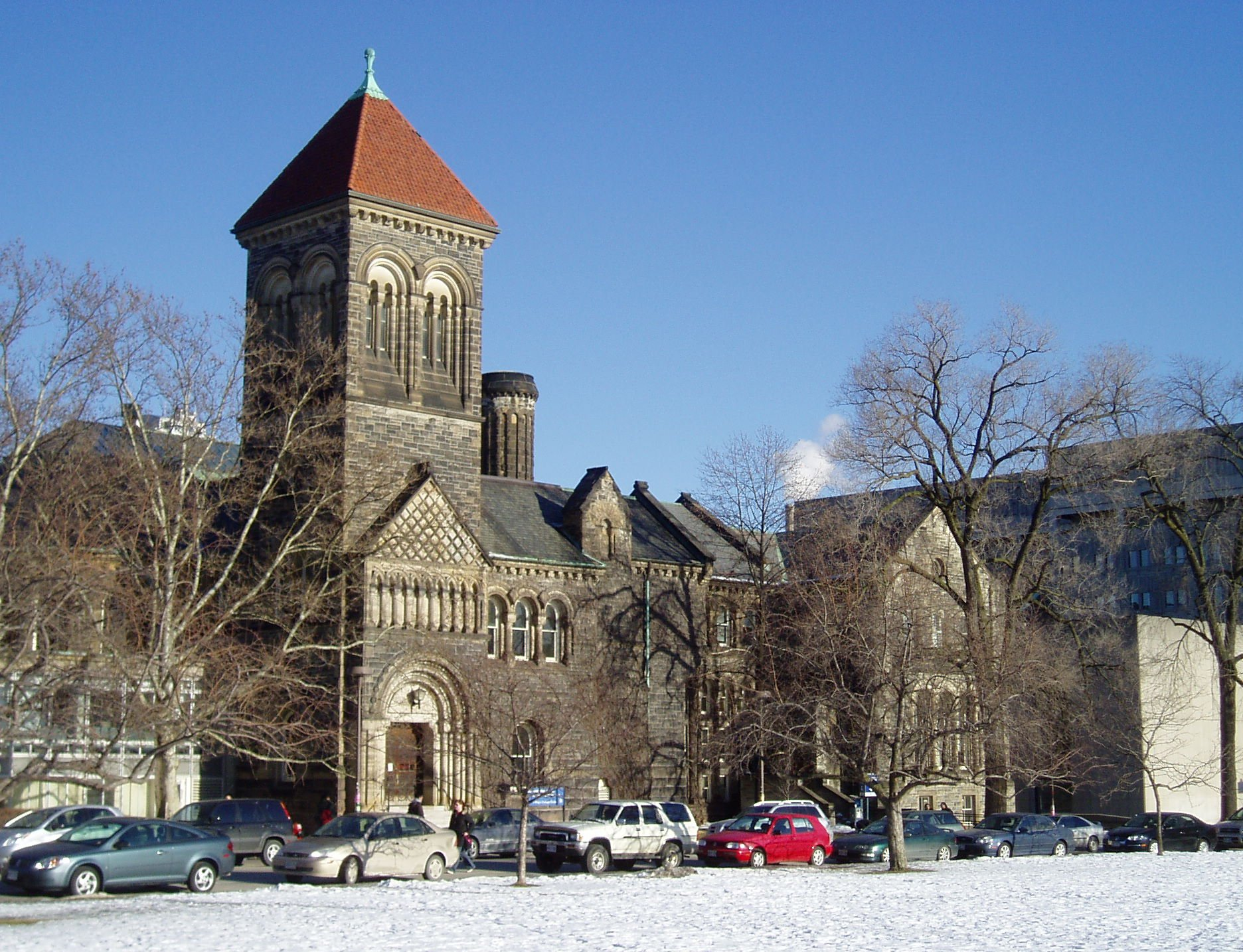
Науково-інформаційний Центр Герштайна розміщений у Бібліотеці Зігмунда Сем'юеля

Останні реновації в Герштайні були подібно проспонсоровані Благодійним Фондом Франка Герштайна та Фондом Родини Бертранда Герштайна, і були завершені восени 2008 року. Читальна зала Герштайна, простора навчальна зона для студентів відновлена до свого первинного вигляду зразка 1892 року була кінцевим результатом оновлення. Приголомшлива архітектура стелі знайдена завдяки реконструкції, була несподіванкою для архітекторів, які зробили свою знахідку під час оновлення крила спадщени в Центрі. Оновлення також включало додання групових навчальних кімнат для студентів. Попереднє розширення 2003 року, Моррісон Павільйону, забезпечило студентів сучасними навчальними кабінетами оснащеними розетками та провідним Ethernet підключенням, що стало можливе завдяки пожертуванню випускників Торонтійського Університету, Расселлу та Кетрін Моррісон.

## Галерея зображень

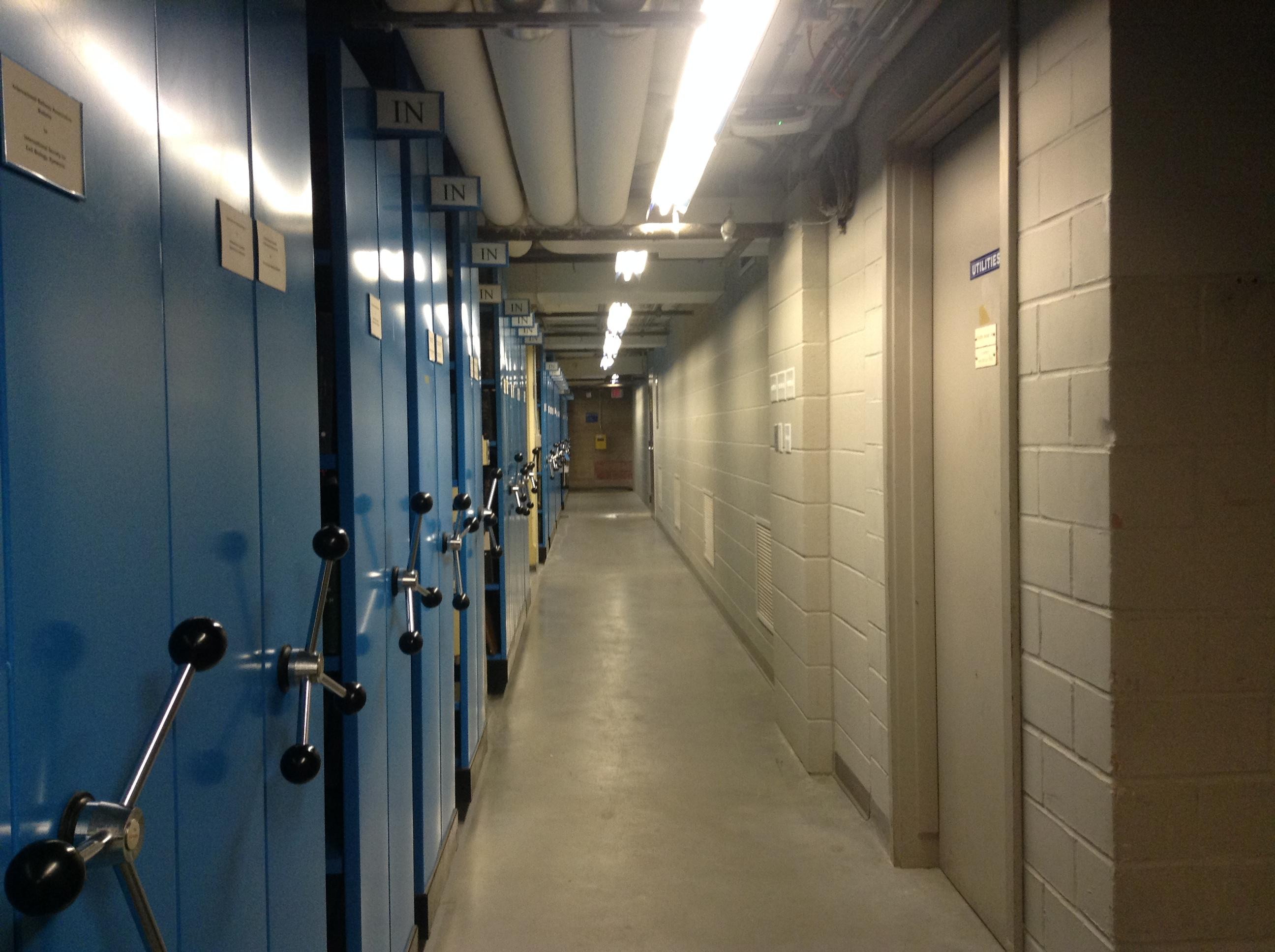
Книгосховище Центру Герштайна
Відновлена стеля Читальної Зали Герштайна 1892 року
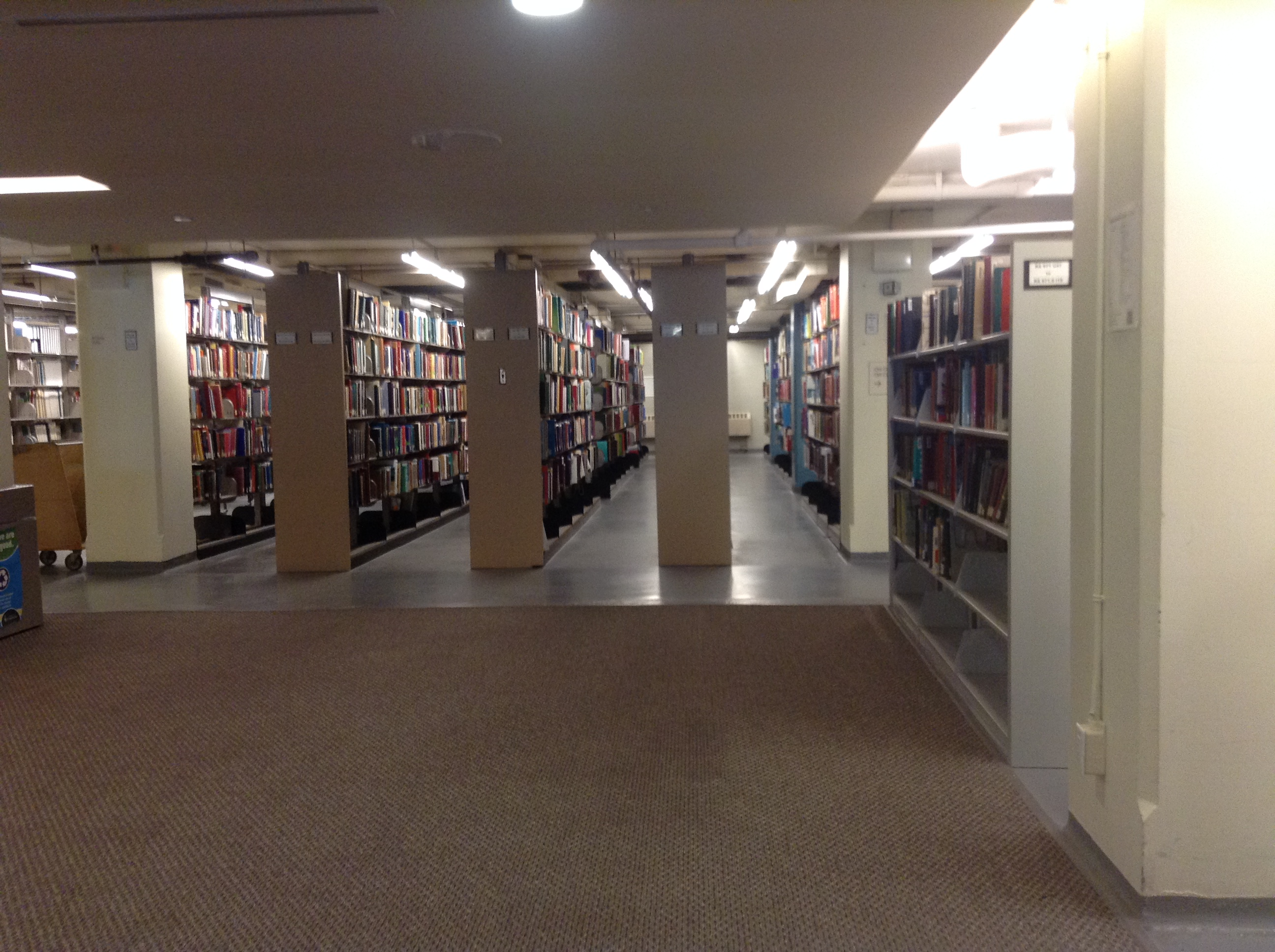
Книжкові полиці Центру Герштайна